# Hammerdal

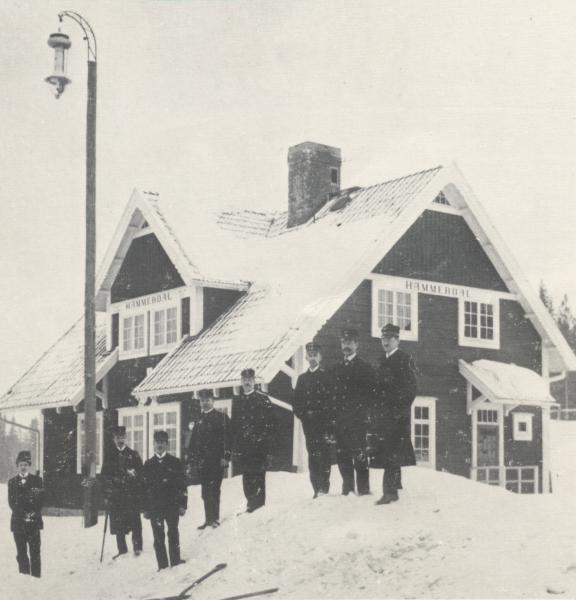
Hammerdals järnvägsstation. Bilden tagen omkring 1920.

Hammerdal är en tätort i Hammerdals distrikt i Strömsunds kommun, Jämtland, Jämtlands län. Orten är belägen vid Hammerdalssjön, omkring 30 km söder om centralorten Strömsund. Orten består ursprungligen främst av byarna Åsen och Mo, där den senare även är kyrkbyn i Hammerdals socken.
E45 går genom Hammerdal.

## Historia
Hammerdal var länge kyrkligt centrum för norra Jämtland. Ortnamnet finns belagt i början av 1300-talet, och stavades då Hambradal. Den nuvarande kyrkan stod färdig 1782, och ersatte då en äldre med medeltida ursprung.
Hammerdal ligger i Hammerdals socken och ingick efter kommunreformen 1862 i Hammerdals landskommun. Hammerdals municipalsamhälle inrättades 9 maj 1941, och upplöstes 31 december 1965. Landskommunen för vilken Hammerdal var centralort uppgick 1974 i Strömsunds kommun.

### Befolkningsutveckling
| Befolkningsutvecklingen i Hammerdal 1960–2020                                  | Befolkningsutvecklingen i Hammerdal 1960–2020 | Befolkningsutvecklingen i Hammerdal 1960–2020 | Befolkningsutvecklingen i Hammerdal 1960–2020 | Befolkningsutvecklingen i Hammerdal 1960–2020 |
| ------------------------------------------------------------------------------ | --------------------------------------------- | --------------------------------------------- | --------------------------------------------- | --------------------------------------------- |
|                                                                                |                                               |                                               |                                               |                                               |
| År                                                                             |                                               |                                               | Folkmängd                                     | Areal (ha)                                    |
| 1960                                                                           | 1960                                          |                                               | 982                                           |                                               |
| 1965                                                                           | 1965                                          |                                               | 1 116                                         |                                               |
| 1970                                                                           | 1970                                          |                                               | 1 161                                         |                                               |
| 1975                                                                           | 1975                                          |                                               | 1 307                                         |                                               |
| 1980                                                                           | 1980                                          |                                               | 1 296                                         |                                               |
| 1990                                                                           | 1990                                          |                                               | 1 218                                         | 208                                           |
| 1995                                                                           | 1995                                          |                                               | 1 178                                         | 209                                           |
| 2000                                                                           | 2000                                          |                                               | 1 127                                         | 209                                           |
| 2005                                                                           | 2005                                          |                                               | 996                                           | 210                                           |
| 2010                                                                           | 2010                                          |                                               | 974                                           | 229                                           |
| 2015                                                                           | 2015                                          |                                               | 1 043                                         | 359                                           |
| 2020                                                                           | 2020                                          |                                               | 1 083                                         | 396                                           |
| Anm.: småorten Ede ingår i tätorten sedan 2015 (norra delen) och 2018 (resten) |                                               |                                               |                                               |                                               |

## Näringsliv
Bland viktigare industrier kan, förutom den dominerande träindustrin, ett större betonggjuteri nämnas. I övrigt är kommunen stor arbetsgivare.

### Fotnoter
1. 1 2  Statistiska tätorter 2023, befolkning, landareal, befolkningstäthet per tätort, SCB, 28 november 2024, läs online.[källa från Wikidata]
2. ↑  Befolkning i tätorter 1960-2010, SCB, läs online, läst: 22 november 2013.[källa från Wikidata]
3. ↑  Kodnyckel för SCB:s statistiska tätorter och småorter - Koppling mellan gammalt och nytt kodsystem, SCB, 11 november 2021, läs online.[källa från Wikidata]
4. ↑  Andersson, Per (1993). Sveriges kommunindelning 1863–1993. Mjölby: Draking. Libris 7766806. ISBN 91-87784-05-X
5. ↑  ”Landareal per tätort, folkmängd och invånare per kvadratkilometer. Vart femte år 1960 - 2016”. Statistiska centralbyrån. Arkiverad från originalet den 13 juni 2017. https://web.archive.org/web/20170613011648/http://www.statistikdatabasen.scb.se/pxweb/sv/ssd/START__MI__MI0810__MI0810A/LandarealTatort/?rxid=ff9309f9-7ecb-480f-a73c-08d86b3e56f8. Läst 18 maj 2017.